# ماكادجي بوكار
ماكادجي بوكار (بالفرنسية: Makadji Boukar)‏ (19 يناير 1984 بياوندي في الكاميرون - ) هو لاعب كرة قدم كاميروني في مركزي الظهير والدفاع. شارك مع منتخب الكاميرون لكرة القدم. أما مع النوادي، فقد لعب مع نادي الزوراء ونادي الشرطة ونادي القطن ونادي القوة الجوية ونادي النهضة ونادي فاساس وNyíregyháza Spartacus FC ‏ وSahel FC ‏ وفيلدا يونايتد.

## روابط خارجية
- ماكادجي بوكار على موقع قاعدة بيانات كرة القدم.إي يو (الإنجليزية)
- ماكادجي بوكار على موقع ناشيونال فوتبول تيمز (الإنجليزية)
- ماكادجي بوكار على موقع Soccerway.com (الإنجليزية)